# Šaraf el Din el Tusi
Šaraf el Din el Muzafar ibn Muhamad ibn el Muzafar el Tusi (? - 1213/4) bio je persijski matematičar i astronom koji je delovao u tzv. Zlatnom dobu islama.
Bio je rodom iz grada Tus po čemu je dobio ime. Podučavao je efemeride i astrologiju u Alepu i Mosulu. Podučavao je Kamal el Din ibn Junuza, koji je pak, bio učitelj poznatog učenjaka Nasirudina Tusija.

## Literatura
- O'Connor, John J.; Robertson, Edmund F. „Sharaf al-Din al-Muzaffar al-Tusi”. MacTutor History of Mathematics archive. University of St Andrews.
- Berggren, J. Lennart (1980). „Al-Tūsī, Sharaf Al-Dīn Al-Muzaffar Ibn Muhammad Ibn Al-Muzaffar”. Dictionary of Scientific Biography. Charles Scribner & Sons.

## Spoljašnje veze
- Brummelen, Glen van (2007). „Sharaf al‐Dīn al‐Ṭūsī”.  Ур.: Thomas Hockey;  . The Biographical Encyclopedia of Astronomers. New York: Springer. стр. 1051. ISBN 978-0-387-31022-0. Архивирано из оригинала 01. 07. 2013. г. Приступљено 14. 12. 2016. (PDF version)